# Be My Lover (canción de Inna)
«Be My Lover» es una canción grabada por la cantante rumana Inna para la edición de lujo de su tercer álbum de estudio, Party Never Ends (2013). Fue lanzado como el quinto sencillo del disco el 26 de julio de 2013 a través de Roton. La pista fue escrita por Uli Brenner, Lane McCray, Gerd Amir Saraf y Melanie Thornton, mientras que la producción fue manejada por Afrojack y METI. Musicalmente, «Be My Lover» incorpora géneros de dubstep, electro dance, club y house, y contiene solo el coro de la canción de La Bouche del mismo nombre (1995), por lo que Brenner, McCray, Saraf y Thornton recibieron créditos de composición.
Los críticos de música elogiaron la energía y el atractivo comercial de la canción, llamándola «apropiada para los clubes». Para promover la pista, un video musical fue subido al canal oficial de Inna en YouTube el 11 de julio de 2013, con la cantante en medio de una gran multitud. Escenas del videoclip también muestran a Orban Gabor, un concursante de la tercera temporada del show de talentos rumano Românii au talent, haciendo acrobacias en bicicleta. Una remezcla de la canción fue lanzada el 26 de septiembre de 2013 con la colaboración del cantante español Juan Magán. Comercialmente, «Be My Lover» alcanzó los puestos número 33 y 26 en las listas de Valonia y Polonia, respectivamente.

## Antecedentes y lanzamiento
«Be My Lover» fue escrita por Uli Brenner, Lane McCray, Gerd Amir Saraf y Melanie Thornton, mientras que la producción fue manejada por Afrojack y METI. Fue incluida en la edición de lujo del tercer álbum de estudio de Inna, Party Never Ends (2013). La canción fue lanzada el 26 de julio de 2013 por Roton, seguido por el estreno de un EP de remezclas el 20 de agosto de 2013. En el mismo mes, «Be My Lover» fue incluida en la «Playlist Hot 20» de la Radio Eska. Una remezcla, con la colaboración del cantante español Juan Magán, estuvo disponible el 26 de septiembre de 2013, convirtiéndose en su segunda colaboración con Inna después de «Un momento» (2011). Julien Goncalves de Pure Charts pensó que esta versión estaba destinada a la audiencia española.

## Composición y recepción

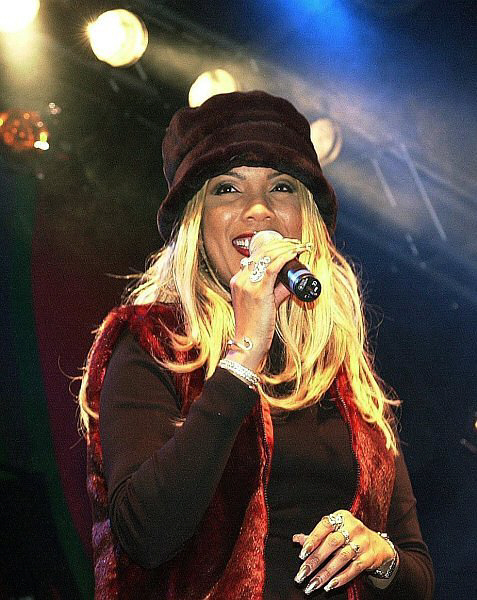
«Be My Lover» contiene elementos de la canción de La Bouche del mismo nombre (1995), por lo que sus escritores, incluida Melanie Thornton (en la imagen), recibieron créditos de composición.

«Be My Lover» es una canción de dubstep, electro dance, club y house, que incorpora «sonidos energéticos» y contiene elementos de la canción de La Bouche del mismo nombre (1995). Brenner, McCray, Saraf y Thornton recibieron créditos de composición.
Tras su lanzamiento, «Be My Lover» ha recibido reseñas positivas por parte de los críticos de música. Yohann Ruelle de Pure Charts describió la pista como una «canción rítmica y veraniega». Raluca Tanasă de InfoMusic etiquetó a «Be My Lover» como «apropiada para los clubes», diciendo además que alimenta una «gran energía, invitando a la audiencia a bailar y divertirse», y «tiene potencial para ser un éxito de verano». El sitio web español Coveralia escribió: «la elección del sencillo no es ordinaria». Comercialmente, la pista experimentó éxito menor en las listas, alcanzando el puesto número 33 en la lista Ultratop Dance de Valonia en Bélgica y el número 26 en la lista Dance Top 50 de Polonia.

## Video musical
Un video en línea fue primeramente lanzado el 27 de febrero de 2013, mostrando a Inna patinando en un leotardo con un diseño de bandera estadounidense. Posteriormente, el video oficial de la canción fue subido al canal oficial de la artista en YouTube el 11 de julio de 2013. Una versión con Magán también fue estrenada el 17 de septiembre de 2013, con escenas del cantante rapeando frente a una pantalla blanca. Ambas versiones presentan a Orban Gabor, un ciclista y concursante de la tercera temporada del show de talentos rumano Românii au talent.
El video musical comienza con Inna y unos bailarines de respaldo bailando en un desierto, después de lo cual la cantante se encuentra en medio de una gran multitud, con confeti cayendo del cielo; también se muestran escenas ocasionales de tres mujeres realizando una coreografía sincronizada. Posteriormente, se muestra a Gabor haciendo acrobacias en bicicleta. El videoclip continúa de manera similar y termina con un disparo en el desierto desde la escena inicial. Ruelle de Pure Charts escribió que el video era similar a los trabajos previos de Inna, concluyendo, «Sin duda, ella no ha perdido nada de su encanto».

## Formatos
- Descarga digital 1[17]

1. «Be My Lover» – 3:32

- Descarga digital 2[5]

1. «Be My Lover» (feat. Juan Magan) [Radio Edit] – 3:35

- EP de remezclas[3]

1. «Be My Lover» (Adi Perez Remix) – 5:22
2. «Be My Lover» (Adi Perez Remix Edit) – 3:52
3. «Be My Lover» (Salvatore Ganacci Remix) – 5:18
4. «Be My Lover» (Salvatore Ganacci Remix Edit) – 3:02

## Personal
Créditos adaptados de las notas de Party Never Ends.
- Inna – voz principal
- Afrojack – productor
- Uli Brenner – compositor
- METI – productor
- Lane McCray – compositor
- Gerd Amir Saraf – compositor
- Melanie Thornton – compositora

## Posicionamiento en listas
| Bélgica | Ultratop Wallonia Dance | 33 |
| Polonia | Dance Top 50            | 26 |

## Historial de lanzamiento
| Región         | Fecha               | Formato          | Discográfica |
| -------------- | ------------------- | ---------------- | ------------ |
| Rumania        | 26 de julio de 2013 | Descarga digital | Roton        |
| Estados Unidos | 30 de julio de 2013 | Descarga digital | Atlantic     |
| Suecia         | 2013                | CD Promocional   | Catchy Tunes |